# Gare de Saincaize
Gare de Saincaize vasútállomás Franciaországban, Saincaize-Meauce településen.

## Vasútvonalak
Az állomást az alábbi vasútvonalak érintik:
- Moret–Lyon-vasútvonal
- Vierzon-Saincaize-vasútvonal

## Kapcsolódó állomások
A vasútállomáshoz az alábbi állomások vannak a legközelebb:
- Gare de Nevers (Gare de Moret - Veneux-les-Sablons, Moret–Lyon-vasútvonal)
- Gare de Saint-Pierre-le-Moûtier (Lyon-Perrache pályaudvar, Moret–Lyon-vasútvonal)
- Gare de La Guerche-sur-l'Aubois (Gare de Vierzon-Ville, Vierzon-Saincaize-vasútvonal)